# Ipothalia similis
Ipothalia similis là một loài bọ cánh cứng trong họ Cerambycidae.